# Ban Na Doem (huyện)
Ban Na Doem là một huyện (amphoe) của tỉnh Surat Thani, Thái Lan.

## Địa lý
Ban Na Doem nằm ở trung tâm của tỉnh Surat Thani. Các huyện giáp ranh (từ phía bắc theo chiều kim đồng hồ) là: Mueang Surat Thani, Ban Na San, Khian Sa và Phunphin.
Sông Tapi tạo thành biên giới phía tây của huyện. Một con sông nhỏ hơn chảy qua huyện là sông Khlong Lamphun.

## Lịch sử
Huyện Lamphun, một trong những huyện gốc của tỉnh Surat Thani được quản lý từ thị xã Ban Na, nay là trung tâm của huyện Ban Na Doem. Ngày 1 tháng 7 năm 1938, trụ sở huyện đã được dời đến Na San và huyện đã được đổi tên thành Ban Na San năm sau.
Từ ngày 1 tháng 4 năm5 1976, khu vực xung quanh Ban Na được tách ra từ Ban Na San và thành lập tiểu huyện mới (king amphoe). Ban đầu tiểu huyện được chia thành hai tambon Ban Na và Tha Ruea. Ngày 15 tháng 8 năm 1982, tambon Sap Thawi đã được tách ra từ Tha Ruea, và ngày 1 tháng 7 năm 1983 tách Na Tai khỏi Ban Na.
Ngày 21 tháng 5 năm 1990, tiểu huyện đã được nâng thành huyện.

## Hành chính
Ban Na Doem được chia ra 4 phó huyện (tambon), các đơn vị này lại được chia ra thành 30 làng (muban). Có 1 thị trấn (thesaban tambon) Ban Na, nằm trên một phần của tambon Ban Na và Na Tai. Khu vực phi đô thị của mỗi tambon được quản lý bởi một Tổ chức hành chính tambon.
| \| STT. \| Tên \| Tên Thái \| Số làng \| Dân số \| \| ---- \| --------- \| -------- \| ------- \| ------ \| \| 1. \| Ban Na \| บ้านนา \| 10 \| 9.258 \| \| 2. \| Tha Ruea \| ท่าเรือ \| 6 \| 3.253 \| \| 3. \| Sap Thawi \| ทรัพย์ทวี \| 5 \| 3.473 \| \| 4. \| Na Tai \| นาใต้ \| 9 \| 5.813 \| | Map of Tambon |          |         |        |
| STT. | Tên           | Tên Thái | Số làng | Dân số |
| 1. | Ban Na        | บ้านนา    | 10      | 9.258  |
| 2. | Tha Ruea      | ท่าเรือ    | 6       | 3.253  |
| 3. | Sap Thawi     | ทรัพย์ทวี   | 5       | 3.473  |
| 4. | Na Tai        | นาใต้     | 9       | 5.813  |